# Marathon van Praag 1999
De marathon van Praag 1999 werd gelopen op zondag 23 mei 1999. Het was de vijfde editie van de marathon van Praag. De Keniaan Eliud Kering was het sterkst bij de mannen en won in 2:11.19. De Italiaanse Franca Fiacconi zegevierde bij de vrouwen in 2:28.33.
Deze editie was eveneens het toneel van de Tsjechische kampioenschappen. Deze titels werden gewonnen door respectievelijk Pavel Kryska (vijftiende in 2:19.19) en Tana Metelkova (elfde in 2:58.05).
In totaal finishten 2782 marathonlopers, waarvan 288 vrouwen.

## Uitslagen

### Mannen
| rang   | naam                    | land | tijd    |
| ------ | ----------------------- | ---- | ------- |
| Goud   | Eliud Kering            | KEN  | 2:11.19 |
| Zilver | Dmitriy Kapitonov       | RUS  | 2:11.24 |
| Brons  | Jimmy Muindi            | KEN  | 2:11.33 |
| 4      | Mark Saina              | KEN  | 2:12.38 |
| 5      | Julius Bitok            | KEN  | 2:13.03 |
| 6      | Andries Khulu           | RSA  | 2:13.40 |
| 7      | Eric Kimaiyo            | KEN  | 2:14.34 |
| 8      | Aleksandr Kapitonov     | RUS  | 2:15.05 |
| 9      | Andrzej Krzyscin        | POL  | 2:15.41 |
| 10     | Vitor Vasco             | POR  | 2:16.05 |
| 11     | Manuel-Valente Ferreira | POR  | 2:16.10 |
| 12     | Ezekiel Bitok           | KEN  | 2:16.55 |
| 13     | Oleksandr Koezin        | UKR  | 2:17.00 |
| 14     | Abdelmajid El Boubkary  | MAR  | 2:19.08 |
| 15     | Pavel Kryska            | CZE  | 2:19.19 |
| 16     | Elias Chelanga          | KEN  | 2:19.43 |
| 17     | Petri Kuusinen          | FIN  | 2:21.29 |
| 18     | Yrjö Pesonen            | FIN  | 2:22.29 |
| 19     | John Ferrin             | NIR  | 2:23.00 |
| 20     | Orest Babjak            | UKR  | 2:23.31 |
| 21     | Paulo Carmo             | POR  | 2:23.54 |
| 22     | Tor-Erik Nyquist        | NOR  | 2:23.54 |
| 23     | Karel David             | CZE  | 2:25.03 |
| 24     | Jan Blaha               | CZE  | 2:28.06 |
| 25     | Giorgio Calcaterra      | ITA  | 2:28.20 |

### Vrouwen
| rang   | naam              | land | tijd    |
| ------ | ----------------- | ---- | ------- |
| Goud   | Franca Fiacconi   | ITA  | 2:28.33 |
| Zilver | Elena Vinitskaya  | BLR  | 2:33.20 |
| Brons  | Larisa Malikova   | RUS  | 2:35.25 |
| 4      | Francesca Zanusso | ITA  | 2:37.23 |
| 5      | Natalia Galushko  | BLR  | 2:38.33 |
| 6      | Eva Petrik        | HUN  | 2:41.20 |
| 7      | Vera Vavrejnova   | CZE  | 2:49.23 |
| 8      | Joelle Gay        | FRA  | 2:49.24 |
| 9      | Chie Matsuda      | JPN  | 2:54.35 |
| 10     | Anette Hansen     | DEN  | 2:57.32 |
| 11     | Tana Metelkova    | CZE  | 2:58.05 |
| 14     | Ivana Martincova  | CZE  | 3:06.51 |
| 18     | Petra Havlova     | CZE  | 3:13.12 |

1995 ·
1996 ·
1997 ·
1998 ·
1999 ·
2000 ·
2001 ·
2002 ·
2003 ·
2004 ·
2005 ·
2006 ·
2007 ·
2008 ·
2009 ·
2010 ·
2011 ·
2012 ·
2013 ·
2014 ·
2015 ·
2016 ·
2017